# Schering Stiftung
Die Schering Stiftung ist eine gemeinnützige Stiftung bürgerlichen Rechts mit Sitz in Berlin. Sie wurde im Jahr 2002 von der Schering AG (inzwischen in der Bayer AG aufgegangen) errichtet. Sie ist rechtlich und finanziell unabhängig und dient der Förderung von Wissenschaft und Kultur.

## Stiftungsvermögen
Die Schering AG stattete die Stiftung mit einem Stiftungsvermögen von 35 Millionen Euro aus. Zudem besitzt die Stiftung eine Kunstsammlung.

## Stiftungszwecke
Die Schering Stiftung fördert Lebenswissenschaften, zeitgenössische Kunst sowie die wissenschaftliche und kulturelle Bildung. Zentral für die Stiftungsarbeit sind Projekte an der Schnittstelle von Wissenschaft und Kunst: Dazu zählen Ausstellungen und Formate des Dialogs zwischen Wissenschaftlern, Künstlern und der Gesellschaft. Ziel der Stiftung ist es, den Austausch zwischen den Disziplinen zu fördern.

### Preise
Der 1991 von der Schering Forschungsgesellschaft ins Leben gerufene Ernst Schering Preis wird seit 2003 jährlich von der Schering Stiftung ausgeschrieben und verliehen. Ausgezeichnet werden Wissenschaftler weltweit, deren bahnbrechende Forschungsarbeit neue Modelle oder grundlegende Wissensveränderungen im Bereich der Biomedizin hervorgebracht hat. Der Preis ist mit 50.000 Euro dotiert.
2012 vergab die Stiftung anlässlich ihres 10-jährigen Jubiläums erstmals den mit 10.000 Euro dotierten Friedmund Neumann Preis für junge Nachwuchswissenschaftler, die herausragende Forschungsarbeiten auf den Gebieten der biologischen, chemischen und medizinischen Grundlagenforschung erbracht haben. Somit werden Neumanns (1935–2007) Untersuchungen zu modernen Gestagenen sowie sein Engagement zur Förderung des wissenschaftlichen Nachwuchses gewürdigt.
Die Stiftung vergibt alle 2 Jahre mit dem KW Institute for Contemporary Art (Berlin) den Kunstpreis der Schering Stiftung. Der mit 10.000 Euro dotierte Preis zeichnet internationale Künstler aus, die als wichtigste Neuentdeckungen der letzten zwei Jahre im Bereich der Bildenden Kunst gelten. Im Jahr 2018 ging der Kunstpreis der Schering Stiftung an Anna Daučíková.
Nachdem bis 2018 sieben herausragende Künstlerinnen und Künstler mit dem Kunstpreis der Schering Stiftung ausgezeichnet wurden, schärfte die Schering Stiftung mit der Einführung des Preises für künstlerische Forschung im Jahr 2020 ihr Profil, das auf die Förderung von Projekten an der Schnittstelle von Kunst und Wissenschaft fokussiert ist. Seit dem Jahr 2020 verleiht die Schering Stiftung in Zusammenarbeit mit der Senatsverwaltung für Kultur und Europa alle zwei Jahre ihren Preis für künstlerische Forschung. Im Jahr 2020 erhielt Rabih Mroué den Preis, 2022 wurde Kameelah Janan Rasheed ausgezeichnet.

### Projekte
Seit 2009 zeigt die Schering Stiftung in Berlin Ausstellungen internationaler zeitgenössischer Künstler und bietet eine öffentliche Plattform für den interdisziplinären Dialog zwischen Kunst, Wissenschaft und Gesellschaft.
In dem Projektraum werden künstlerische Arbeiten präsentiert, die in enger Zusammenarbeit oder im Dialog mit Lebenswissenschaftlern entstehen. Begleitend zu den Ausstellungen konzipiert die Schering Stiftung ein Rahmenprogramm aus wissenschaftlichen Vorträgen, Symposien oder Workshops. Zu den bisher gezeigten Künstlern zählen u. a. Carsten Nicolai, Susanne Kriemann, Pinar Yoldas, Carsten Höller, Christoph Keller, Sissel Tolaas, Yvonne Roeb und Anna Virnich.
Die Schering Stiftung hat sich der Initiative Transparente Zivilgesellschaft von Transparency International Deutschland angeschlossen und veröffentlicht unter anderem ihre Satzung, die Namen der wesentlichen Entscheidungsträger sowie Angaben über Mittelherkunft, Mittelverwendung und Personalstruktur.

## Organisation
Organe der Stiftung sind der Stiftungsrat und der Vorstand. Der Stiftungsrat wacht über die Einhaltung des Stifterwillens und entscheidet über die Vergabe der Stiftungsmittel. Der Vorstand führt die Geschäfte und vertritt die Stiftung nach außen.
Die Schering Stiftung ist operativ tätig und entwickelt eigene Projekte und Programme. Diese setzt sie allein oder mit Kooperationspartnern um.
Stiftungsrat (2023)
- Max Löhning (Vorsitzender), Professor an der Charité und Leiter des Pitzer-Labors Arthroseforschung des Deutschen Rheuma-Forschungszentrums, Berlin
- Christina Weiss (stellvertretende Vorsitzende), Publizistin, Beraterin und Professorin für Allgemeine und Vergleichende Literaturwissenschaft, Kulturstaatsministerin a. D.
- Julia Fischer, Professorin für Primatenkognition an der Georg-August-Universität Göttingen und Leiterin der Abteilung Kognitive Ethologie am Deutschen Primatenzentrum
- Charlotte Klonk, Professorin für Kunst und Neue Medien an der Humboldt-Universität zu Berlin
- Ulrich Köstlin, Wirtschaftsjurist
- Kemalettin Ünal, Ehem. Leiter Finanzen der Schering AG, freiberuflicher Anlageberater

Vorstand
- Katja Naie, geschäftsführender Vorstand[17]